# Erica revoluta
Erica revoluta là một loài thực vật có hoa trong họ Thạch nam. Loài này được (Bolus) L.E.Davidson mô tả khoa học đầu tiên năm 1985.